# Club Deportivo Real Sociedad
El Club Deportivo Real Sociedad es un club de fútbol hondureño de la ciudad de Tocoa, Departamento de Colón. Fue fundado en el año 1988 y juega en la Liga de Ascenso de Honduras luego de su descenso de Liga Nacional en la temporada 2024-25.

## Historia

### Fundación y primeros años
El Real Sociedad de Tocoa surgió en 1988 con el descenso y la desaparición del E.A.C.I. (Club Deportivo Empresa Asociativa Campesina de Isletas), y militó en la Liga de Ascenso de Honduras desde la Temporada 1989 hasta la Temporada 2011-12. Fue subcampeón de la misma en la Temporada 1998 y en los torneos Clausura 2011 y Clausura 2012. La Real Sociedad se convirtió en el primer equipo de la Liga de Ascenso de Honduras en ganarle un partido al Club Deportivo Olimpia cuando el 13 de enero de 2002, con anotaciones de Óscar Almendárez y Wilmer Sandoval para Real Sociedad, y una anotación del argentino Gustavo Fuentes para Olimpia, se logró la victoria 2-1.

### Liga de Ascenso

#### Primer título: Apertura 2011
En el Torneo Apertura 2011 consiguieron su primer título en la Liga de Ascenso. La Real Sociedad avanzaría a la instancia de Liguilla, en donde se enfrentaron en los cuartos de final a los Jaguares de UPNFM, a quienes derrotaron con marcador global de 4-3. Posteriormente, en semifinales se enfrentaron a un aguerrido y muy difícil Parrillas One, pero no fue obstáculo para que la Real Sociedad continuara avanzando, ya que se impusieron con marcadores de 2-1 y 3-0, logrando así, avanzar a la Final.
Ya en la final se enfrentaron al Atlético Municipal de Santa Cruz de Yojoa. El primer partido finalizó con un empate 0-0 que dejaría todo por definir en el partido de vuelta, y fue así que el destino se puso a favor de la Real Sociedad que se impuso con un contundente 4-0 que lo dejó con un pie en la Liga Nacional.

#### El ascenso: 2012
En el siguiente torneo lograron llegar de nuevo a la final, pero la perdieron a manos del Parrillas One. No obstante, en el juego de promoción ante el mismo equipo lograron salir victoriosos y ascendieron a la Liga Nacional de Fútbol de Honduras por primera vez en la historia.

### Liga Nacional

#### Debut: Apertura 2012
El debut de la Real Sociedad en el Torneo Apertura 2012 se produjo el día 28 de julio, en la derrota 0-1 frente a Real España en el Estadio Francisco Morazán de San Pedro Sula. Ese torneo no fue muy bien recordado por la afición del Real Sociedad, pues los dirigidos por Raúl Martínez Sambulá acabaron en la décima posición con solo 17 puntos y con serios problemas de descenso.

#### Primer subcampeonato: Clausura 2013
Para el siguiente torneo se sumaron al equipo algunos refuerzos, entre ellos Julio César de León y Rony Martínez. En el Clausura 2013 la Real Sociedad acabó en segundo lugar con 30 puntos (superado por Olimpia con 33) y clasificó de manera directa a las semifinales del torneo. En dicha instancia se midió ante el Victoria y los superó con un triunfo de 3-0 y un empate 2-2. De esa manera los dirigidos por Jairo Ríos Rendón clasificaron a la Gran Final del Fútbol Nacional junto con el Olimpia. En el partido de ida el cuadro tocoeño se adjudicó una victoria (1-0), pero eso no bastó ya que el Olimpia se fortaleció en el partido de vuelta y con un marcador de 2-0 se llevó el trofeo a su vitrina.

#### Segundo subcampeonato: Apertura 2013
En el Torneo Apertura 2013 la Real Sociedad quedó en primer lugar de la tabla y llegó nuevamente a la final nacional de la mano del técnico Héctor Castellón, pero esta vez contra el Real España de Hernán Medford. El partido de ida se disputó el 8 de diciembre en San Pedro Sula y la maquina se llevó la victoria 3-1. Para el partido de vuelta con todo en contra la Real Sociedad derrotó 2-0 al España y se fueron a los alargues para posteriormente acceder a los penales, en donde la suerte se puso a favor del Real España que terminó llevándose el título. En el siguiente torneo (Clausura 2014), el club finalizó en la segunda posición con treinta y un puntos. Sin embargo, fue eliminado en las semifinales por el Marathón de San Pedro Sula, quedando así con ninguna chance de pelear por el título de campeón.

#### Tercer subcampeonato: Apertura 2014
El Torneo Apertura 2014 se inició con el pie izquierdo, pues la Real Sociedad no consiguió ningún triunfo durante las primeras cinco jornadas (dos empates y tres derrotas). El día 5 de octubre, la Real Sociedad se enfrentó en Tegucigalpa al Motagua, con el cual cayó derrotado por goleada de 4-1 y sometido a serios problemas con el descenso. Tres días después, el 8 de octubre, Mauro Reyes (D.T. del club) no aguantó la presión por parte de prensa y afición, y decidió renunciar a su cargo.
Durante dos jornadas el club fue dirigido interinamente por los técnicos nacionales Rafael Paciencia Núñez y Carlos Varela. Finalmente, se nombró director técnico del club al colombiano Horacio Londoño, quien ya había sido asistente técnico de Jairo Ríos Rendón durante el 2013. Bajo su dirección, el club tuvo un gran relevo y consiguió el pase a la liguilla final, tras finalizar en la quinta posición con 27 puntos.
En la instancia mencionada anteriormente, el club logró eliminar en los repechajes al peligroso y aguerrido Honduras Progreso, para luego enfrentar al Real España en las semifinales, donde logró superar a dicho club con una victoria 2-0 de local y una derrota 0-1 de visitante, logrando así un marcador global de 2-1, lo cual le permitió al club poder acceder a la final de la Liga Nacional de Honduras por tercera vez en la historia.
En la final se enfrentaron al Club Deportivo Motagua; obteniendo un empate a cero goles en el partido de ida, disputado en el Estadio Francisco Martínez Durón de Tocoa el 14 de diciembre de 2014, y una derrota 1-2 en el partido de vuelta que se disputó en el Estadio Nacional de Tegucigalpa el 20 de diciembre, logrando así, un nuevo subcampeonato para sus vitrinas.
El 29 de mayo de 2016 apareció en el puesto 33° del Ranking de Clubes de la Concacaf. En dicho listado superó a clubes como Atlas de Guadalajara, Cartaginés, Isidro Metapán, Sporting Kansas City, Águila, San Jose Earthquakes, Columbus Crew, Dorados de Sinaloa, Necaxa, Alianza, New England Revolution y Orlando City entre otros.

## Afición
La Real Sociedad de Tocoa se caracteriza por ser el club con más afición en el norteño Departamento de Colón. Durante los últimos años —tras el ascenso a primera división— el club se ha convertido en uno de los clubes más populares del norte del país.

### Barras organizadas
En cuanto a barras organizadas, la Real Sociedad cuenta con una llamada Ultra Roja Tocoeña, la cual se ubica en el sector popular de sol en el Estadio Francisco Martínez Durón durante los partidos de Real Sociedad.

## Rivalidades
El club sostiene grandes rivalidades contra los clubes Parrillas One y Real Club Deportivo España. Con este último, disputa el denominado Clásico de las Realezas o Duelo de las Realezas. Es destacable que el primer partido que Real Sociedad jugó en primera división fue justamente contra Real España y finalizó con derrota 0-1. En el Torneo Apertura 2013, estos dos clubes se enfrentaron en la final nacional, la cual ganó Real España. En las semifinales del Torneo Apertura 2014 se volvieron a enfrentar, pero esta vez fue Real Sociedad quien salió victorioso y se clasificó posteriormente a la final de dicho torneo.

## Estadio

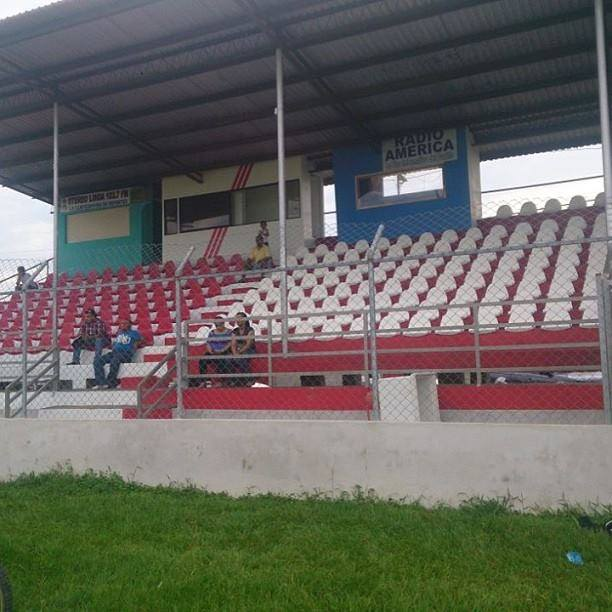
Vista del sector de silla del Estadio Francisco Martínez Durón.

El estadio del Real Sociedad de Tocoa es el Estadio Francisco Martínez Durón, ubicado en la 16 avenida noreste de Tocoa, Colón. No existen datos exactos sobre su fundación, pero para el ascenso del club en 2012 se le hicieron varias remodelaciones, las cuales pueden ser consideradas una re-fundación. Actualmente cuenta con capacidad para albergar unos 10,000 espectadores y en él se disputó la final de vuelta del Apertura 2013 entre Real Sociedad y Real España.

## Uniforme
- Uniforme titular: Camiseta roja con una V blanca, pantalón y medias rojas.
- Uniforme alternativo: Camiseta blanca con una V roja, pantalón y medias blancas.

### Evolución

#### Titular
| Histórico | 2011-2012 | 2012-2013 | 2013- |

#### Alternativo
| Histórico | 2011-2012 | 2012-2013 | 2013- |

### Indumentaria y patrocinios
| Período         | Proveedor     |
| --------------- | ------------- |
| 1989 - 2012     | Sin proveedor |
| 2012 - 2013     | Patrick       |
| 2013 - 2015     | Milan         |
| 2016            | Pirma         |
| 2016 - 2018     | Marca Propia  |
| 2019 - 2021     | Huriver       |
| 2021 - Presente | GCsports      |

| Período         | Patrocinios                                                                   |
| --------------- | ----------------------------------------------------------------------------- |
| 1989 - 2012     | Sin patrocinador                                                              |
| 2012 - 2013     | Zoológico Joya Grande Banco Continental Cable Color Coca-Cola Tiendas Carrion |
| 2013 - Presente | Molinero's Comercial Banco Continental Cable Color Exquisita Coca-Cola        |

## Datos del club
Estadísticas del Real Sociedad de Tocoa
- Puesto a nivel internacional: 49° (Concacaf)[36]
- Puesto histórico: 9°
- Torneos en 1.ª: 12 Torneos
- Torneos en 2.ª: 32 Torneos
- Mejor puesto en la liga: 1°
- Peor puesto en la liga: 10°
- Mayor número de goles en un torneo: 38
- Mayor goleada a favor: 5-0; Club Deportivo Victoria (2 de noviembre de 2014)
- Mayor goleada en contra: 4-0; Platense Fútbol Club (13 de octubre de 2013)
- Jugador con más partidos disputados: Henry Clark
- Jugador con más goles: Quino Martínez
- Portero menos goleado: Sandro Cárcamo
- Equipo filial: Real Sociedad Reservas
- Asistencia media: 1200 espectadores

### Directiva 2016
La junta directiva del club está conformada por los abogados Ricardo Elencoff (presidente) y Luis Saúl Paz Bardales (vicepresidente), y por el empresario Juan Carlos Rodríguez (segundo vicepresidente).
| - Presidente: - Ricardo Elencoff - Vicepresidente: - Luis Saúl Paz Bardales |  | - Vicepresidente: - Juan Carlos Rodríguez - Gerente Deportivo: - Jardel Castillo |

## Jugadores

### Plantilla 2025
- Los equipos hondureños están limitados a tener en la plantilla un máximo de cinco jugadores extranjeros.

### Altas Clausura 2025
| Altas            |               |                   |          |
| Jugador          | Posición      | Procedencia       | Tipo     |
| Noé Enamorado    | Defensa       | San Juan Huracán  | Libre    |
| Bryan Ramos      | Portero       | Real Juventud     | Traspaso |
| Nibiri Martínez  | Defensa       | Arsenal SAO       | Traspaso |
| Geovany Martínez | Delantero     | Victoria          | Cesión   |
| Darwin Quioto    | Mediocampista | Honduras Progreso | Cesión   |
| Alvin Jones      | Defensa       | Police            | Traspaso |
| Jorge Roa        | Portero       | Trujillanos       | Traspaso |
| Bismarck Moreno  | Defensa       | Delfines del Este | Traspaso |

### Bajas Clausura 2025
| Bajas             |               |                   |                       |
| Jugador           | Posición      | Destino           | Tipo                  |
| Dester Mónico     | Mediocampista | Lobos UPNFM       | Fin de contrato       |
| Carlos Bernárdez  | Delantero     | Victoria          | Fin de contrato       |
| Shalton Arzú      | Mediocampista | Juticalpa         | Fin de contrato       |
| Kelvin Matute     | Defensa       | Juticalpa         | Fin de contrato       |
| Ever Alvarado     | Defensa       | Real España       | Traspaso              |
| Anthony García    | Defensa       | Lone              | Rescisión de contrato |
| Rodrigo Rodríguez | Portero       | Albion            | Rescisión de contrato |
| Luis Ortiz        | Defensa       | TBD               | Fin de contrato       |
| Brian Visser      | Delantero     | Ciudad de Bolívar | Rescisión de contrato |

### Jugadores internacionales
Nota: en negrita jugadores parte de la última convocatoria en la correspondiente categoría.
| Selección                           | Categoría | # | Jugador(es)                                                                    |
| ----------------------------------- | --------- | - | ------------------------------------------------------------------------------ |
| Honduras                            | Absoluta  | 5 | Deyron Martínez, César Oseguera, Edder Delgado, Rony Martínez, Wilmer Crisanto |
| Datos actualizados a enero de 2023. |           |   |                                                                                |

## Entrenadores

### Entrenadores destacados
- Datos actualizados al 20 de diciembre de 2014.

| Entrenador        | Logro                          | Año del logro |
| ----------------- | ------------------------------ | ------------- |
| Rafael Núñez      | Ascenso a la Liga Nacional     | 2012          |
| Jairo Ríos Rendón | Subcampeón de la Liga Nacional | 2013          |
| Héctor Castellón  | Subcampeón de la Liga Nacional | 2013          |
| Horacio Londoño   | Subcampeón de la Liga Nacional | 2014          |
| Mauro Reyes       | Subcampeón de la Liga Nacional | 2016          |

### Entrenadores
- Raúl Martínez Sambulá (2012)
- Rafael "Paciencia" Núñez[n 1] (2012)
- Jairo Ríos Rendón[n 2] (2013)
- Héctor Castellón[n 2] (2013-2014)
- Mauro Reyes (2014)
- Rafael "Paciencia" Núñez[n 3] (2014)
- Carlos Varela[n 3] (2014)
- Horacio Londoño[n 2] (2014-2015)
- Mauro Reyes (2015-2016)
- Marvin Solano (2016)
- Douglas Munguía (2016)
- Carlos Martínez (2016-2017)
- Héctor "Figura" Medina (2017)
- Carlos Martínez (2017)
- Douglas Munguía (2017-2018)
- Santiago Fúnez (2018)
- David Fúnez (2018)
- José Maley (2018)
- Horacio Londoño (2019)
- Carlos Martínez (2019)
- Mauro Reyes (2019)
- Carlos Tábora (2019-2020)
- Mauro Reyes (2020)
- Carlos Martínez (2020)
- Adrián García Padilla (2020)
- Carlos Tábora (2020-2021)
- Héctor Castellón (2021)[38]
- Mario Petrone (2021)[39]
- Carlos Tábora (2022)
- David Fúnez (2022)
- Orlando Restrepo (2022)
- David Fúnez (2022)
- Américo Scatolaro (2022)
- Mauro Reyes (2022-2023)
- Ramón Maradiaga (2023)
- Jhon Jairo López (2023-2024)
- Héctor Vargas (2024)
- Horacio Londoño (2024-2025)
- {bandera|Argentina}} Carlos De Toro (2025-)

## Palmarés

### Títulos nacionales
- Liga de Ascenso de Honduras (2): Apertura 2011 y Apertura 2018
- Finalísima del Ascenso (2): 2012 y 2019.

### Subcampeonatos nacionales
- Liga Nacional de Honduras (4): Clausura 2013, Apertura 2013, Apertura 2014 y Clausura 2016.
- Liga de Ascenso de Honduras (3): 1998, Clausura 2011 y Clausura 2012.